# GOLDEN YEARS VOL.III
『GOLDEN YEARS VOL.III』（ゴールデン・イヤーズ ヴォリューム・スリー）は吉川晃司4枚目のライブ・アルバム。1996年3月20日に、東芝EMI／EASTWORLDよりリリースされた。

## 解説
前作『GOLDEN YEARS VOL.I』『GOLDEN YEARS VOL.II』から3年ぶりとなるライブ・アルバムで、1994年「KOJI KIKKAWA CONCERT TOUR 1994 "My Dear Cloudy Heart"」3月12日日本武道館公演・5月29日横浜アリーナ公演、1995年「KOJI KIKKAWA CONCERT TOUR 1995 "FOREVER ROAD"」9月15日 横浜アリーナ公演のライブ音源が収録されている。「My Dear Cloudy Heart」ツアーの映像作品は発売されている。
「FOREVER ROAD」ツアーではツアー終了後に映像作品で発売する予定があり、ツアーファイナルの横浜アリーナ公演来場者に配布された『KOJI KIKKAWA CONCERT TOUR 1995 FOREVER ROAD TOUR FINAL YOKOHAMA ARENA』のVHSでは、映像作品の発売予告が収録されているが、本ツアー中、吉川が骨折。ツアーは終了したが「映像作品にするクオリティではない」との意向により映像作品化は見送られ本作が発売される事となった（ライブはWOWOWで放送され、一部曲のダイジェストはDVD『LIVE archives 25』に収録）。
初回限定特典として、折込のアート・ポスターが封入された。

## リリース履歴
| No. | 日付          | レーベル           | 規格 | 規格品番  | 最高順位 | 備考 |
| --- | ------------- | ------------------ | ---- | --------- | -------- | ---- |
| 1   | 1996年3月20日 | 東芝EMI／EASTWORLD | CD   | TOCT-9374 | 12位     |      |

## 収録曲
| #         | タイトル                                       | 作詞                                          | 作曲                                          | 時間  |
| --------- | ---------------------------------------------- | --------------------------------------------- | --------------------------------------------- | ----- |
| 1.        | 「Purple Pain」                                | 吉川晃司                                      | 吉川晃司                                      | 4:50  |
| 2.        | 「VENUS 〜迷い子の未来〜」                     | 松井五郎・吉川晃司                            | 吉川晃司                                      | 4:21  |
| 3.        | 「Rambling Rose」                              | 吉川晃司                                      | 吉川晃司                                      | 4:08  |
| 4.        | 「BOY'S LIFE」                                 | 吉川晃司                                      | 吉川晃司                                      | 5:10  |
| 5.        | 「Baby Baby」                                  | 松井五郎                                      | 吉川晃司                                      | 4:35  |
| 6.        | 「WHISKY NIGHT」                               | 吉川晃司                                      | 吉川晃司                                      | 5:59  |
| 7.        | 「心に太陽」                                   | 吉川晃司                                      | 吉川晃司                                      | 6:11  |
| 8.        | 「BOMBERS」                                    | 吉川晃司                                      | 吉川晃司                                      | 4:57  |
| 9.        | 「Love Way」                                   | 吉川晃司                                      | 吉川晃司                                      | 4:59  |
| 10.       | 「SWEET GIRL」                                 | 吉川晃司                                      | 吉川晃司                                      | 4:12  |
| 11.       | 「せつなさを殺せない」                         | 吉川晃司                                      | 吉川晃司                                      | 7:51  |
| 12.       | 「FOREVER ROAD」                               | 松井五郎                                      | 吉川晃司                                      | 5:33  |
| 14.       | 「Cloudy Heart」                               | 吉川晃司                                      | 吉川晃司                                      | 6:14  |
| 15.       | 「モニカ〜LA VIE EN ROSE」(ボーナス・トラック) | 三浦徳子（モニカ） 売野雅勇（LA VIE EN ROSE） | NOBODY（モニカ） 大沢誉志幸（LA VIE EN ROSE） | 4:41  |
| 合計時間: | 合計時間:                                      | 合計時間:                                     | 合計時間:                                     | 73:41 |

## 参加ミュージシャン
(C)は「My Dear Cloudy Heart」ツアー、(F)は「FOREVER ROAD」ツアー参加、表記の無しは全公演参加ミュージシャン。
- 上領亘 - ドラムス
- 太田要 - ベース (C)
- 浅田孟 - ベース (F)
- 矢代恒彦 - キーボード
- 広瀬さとし - ギター (C)
- 原田喧太 - ギター (F)
- YUKARIE - テナーサックス (F)
- 桑島幻矢 - コンピュータプログラミング